# Sarstoon River
Sarstoon River är ett vattendrag i Guatemala. Det ligger i den östra delen av landet, 220 km nordost om huvudstaden Guatemala City.